# Patrick E. Haggerty
Patrick E. Haggerty (ur. 17 marca 1914 w Harvey, zm. 1 października 1980 w Dallas) – amerykański inżynier i przedsiębiorca, pomysłodawca zastosowania tranzystorów w budowie radia.

## Życiorys
Patrick Eugene Haggerty urodził się 17 marca 1914 roku w Harvey w Dakocie Północnej jako syn Michaela Eugene’a i Lillian z d. Evenson. Jego ojciec był telegrafistą kolejowym. W 1931 roku ukończył liceum w rodzinnym Harvey, po czym otrzymał stypendium i studiował inżynierię elektryczną na Marquette University, gdzie w 1936 roku uzyskał tytuł licencjata. W czasie nauki dorabiał w Badger Carton Company w Milwaukee, a po uzyskaniu dyplomu został w firmie jako menadżer. W 1942 roku został porucznikiem rezerwy w Biurze Aeronautyki Marynarki Wojennej USA i kierował działem produkcji elektronicznej na potrzeby militarne.
W listopadzie 1945 roku dołączył do zajmującej się poszukiwaniami ropy Geophysical Service Incorporated w Teksasie jako jeden z dyrektorów. Jego wiara w możliwości rozwoju elektroniki i jej znaczenia w świecie pozwoliły przekształcić podległy mu wydział w jedną z wiodących firm w dziedzinie elektroniki. W 1951 roku GSI zmieniło nazwę na Texas Instruments, a Haggerty został wiceprezesem i dyrektorem firmy, w 1958 roku został prezesem, a w 1966 członkiem rady nadzorczej. Heggerty zrezygnował z członkostwa w radzie po przejściu na emeryturę w 1976 roku, ale został wówczas generalnym dyrektorem i był nim do roku 1980.
Pod jego wpływem Texas Instruments rozpoczęło działalność w branży półprzewodników, produkując na licencji Western Electric tranzystory. Firma wprowadziła na rynek pierwszy komercyjnie dostępny tranzystor krzemowy (1954) i pierwsze tranzystory germanowe (1953). Haggerty wpadł na pomysł wykorzystania tranzystorów do produkcji przenośnego radia i doprowadził do zakupu prawa do komercyjnego wykorzystania tranzystorów. Do zaprojektowania radia zawarł natomiast w maju 1954 roku umowę z firmą I.D.E.A Joe Weavera i Johna Piesa. Dzięki niemu TI rozpoczęło w grudniu tego samego roku sprzedaż pierwszego kieszonkowego radia. W 1958 roku firma opracowała pierwszy układ scalony.
Haggarty był członkiem National Academy of Engineering, a w 1967 roku laureatem Electronic Industries Association Medal of Honor. Otrzymał także doktorat honoric causa od Marquette University, St. Mary’s University, Polytechnic Institute of Brooklyn, University of Dallas, North Dakota State University, Rensselaer Polytechnic Institute i University of Notre Dame. Zasiadał w rządowych ciałach: Defense Science Board i National Commission on Technology, Automation, and Economic Progress.
W wolnym czasie żeglował, od 26 lutego 1938 roku żonaty z Beatrice Menne Haggerty. Para miała pięcioro dzieci.
Zmarł 1 października 1980 roku w Dallas.